# Lista de medalhistas paralímpicos do tênis
Esta é a lista de medalhistas do tênis nos Jogos Paralímpicos de Verão.

## Por ano
| Legenda |
| ------- |
| Ouro    |
| Prata   |
| Bronze  |

| Ano  | Cidade-sede    | Simples                 | Simples                      | Simples                                      | Duplas                                               | Duplas                                            | Duplas                                  |
| Ano  | Cidade-sede    | Masculinos              | Femininos                    | Tetraplegia                                  | Masculinos                                           | Femininos                                         | Tetraplegia                             |
| ---- | -------------- | ----------------------- | ---------------------------- | -------------------------------------------- | ---------------------------------------------------- | ------------------------------------------------- | --------------------------------------- |
| 2016 | Rio de Janeiro | GBR Gordon Reid         | NED Jiske Griffioen          | AUS Dylan Alcott                             | FRA Stéphane Houdet FRA Nicolas Peifer               | NED Jiske Griffioen NED Aniek van Koot            | AUS Dylan Alcott AUS Heath Davidson     |
| 2016 | Rio de Janeiro | GBR Alfie Hewett        | NED Aniek van Koot           | GBR Andrew Lapthorne                         | GBR Alfie Hewett GBR Gordon Reid                     | NED Marjolein Buis NED Diede de Groot             | USA Nicholas Taylor USA David Wagner    |
| 2016 | Rio de Janeiro | BEL Joachim Gérard      | JPN Yui Kamiji               | USA David Wagner                             | JPN Shingo Kunieda JPN Satoshi Saida                 | GBR Lucy Shuker GBR Jordanne Whiley               | GBR Jamie Burdekin GBR Andrew Lapthorne |
| 2012 | Londres        | JPN Shingo Kunieda      | NED Esther Vergeer           | ISR Noam Gershony                            | SWE Stefan Olsson SWE Peter Vikström                 | NED Marjolein Buis NED Esther Vergeer             | USA Nicholas Taylor USA David Wagner    |
| 2012 | Londres        | FRA Stéphane Houdet     | NED Aniek van Koot           | USA David Wagner                             | FRA Frederic Cattaneo FRA Nicolas Peifer             | NED Jiske Griffioen NED Aniek van Koot            | GBR Andrew Lapthorne GBR Peter Norfolk  |
| 2012 | Londres        | NED Ronald Vink         | NED Jiske Griffioen          | USA Nicholas Taylor                          | FRA Stéphane Houdet FRA Michaël Jeremiasz            | GBR Lucy Shuker GBR Jordanne Whiley               | ISR Noam Gershony ISR Shraga Weinberg   |
| 2008 | Pequim         | JPN Shingo Kunieda      | NED Esther Vergeer           | GBR Peter Norfolk                            | FRA Stéphane Houdet FRA Michaël Jeremiasz            | NED Korie Homan NED Sharon Walraven               | USA Nicholas Taylor USA David Wagner    |
| 2008 | Pequim         | NED Robin Ammerlaan     | NED Korie Homan              | SWE Johan Andersson                          | SWE Stefan Olsson SWE Peter Vikström                 | NED Jiske Griffioen NED Esther Vergeer            | ISR Boaz Kramer ISR Shraga Weinberg     |
| 2008 | Pequim         | NED Maikel Scheffers    | FRA Florence Alix-Gravellier | USA David Wagner                             | JPN Shingo Kunieda JPN Satoshi Saida                 | FRA Florence Alix-Gravellier FRA Arlette Racineux | GBR Jamie Burdekin GBR Peter Norfolk    |
| 2004 | Atenas         | NED Robin Ammerlaan     | NED Esther Vergeer           | GBR Peter Norfolk                            | JPN Shingo Kunieda JPN Satoshi Saida                 | NED Maaike Smit NED Esther Vergeer                | USA Nicholas Taylor USA David Wagner    |
| 2004 | Atenas         | AUS David Hall          | NED Sonja Peters             | USA David Wagner                             | FRA Michaël Jeremiasz FRA Lahcen Majdi               | THA Sakhorn Khanthasit THA Ratana Techamaneewat   | GBR Mark Eccleston GBR Peter Norfolk    |
| 2004 | Atenas         | FRA Michaël Jeremiasz   | AUS Daniela Di Toro          | NED Bas van Erp                              | AUS Anthony Bonaccurso AUS David Hall                | SUI Sandra Kalt SUI Karin Suter Erath             | NED Monique de Beer NED Bas van Erp     |
| 2000 | Sydney         | AUS David Hall          | NED Esther Vergeer           |                                              | NED Robin Ammerlaan NED Ricky Molier                 | NED Maaike Smit NED Esther Vergeer                |                                         |
| 2000 | Sydney         | USA Stephen Welch       | NED Sharon Walraven          | AUS David Hall AUS David Johnson             | AUS Daniela Di Toro AUS Branka Pupovac               |                                                   |                                         |
| 2000 | Sydney         | GER Kai Schramayer      | NED Maaike Smit              | USA Scott Douglas USA Stephen Welch          | GER Christine Otterbach GER Petra Sax-Scharl         |                                                   |                                         |
| 1996 | Atlanta        | NED Ricky Molier        | NED Maaike Smit              | USA Stephen Welch USA Vance Parmelly         | NED Monique K-v den Bosch NED Chantal Vandierendonck |                                                   |                                         |
| 1996 | Atlanta        | USA Stephen Welch       | NED Monique K-v den Bosch    | AUS Mick Connell AUS David Hall              | USA Hope Lewellen USA Nancy Olson                    |                                                   |                                         |
| 1996 | Atlanta        | AUS David Hall          | NED Chantal Vandierendonck   | NED Ricky Molier NED Eric Stuurman           | FRA Oristelle Marx FRA Arlette Racineux              |                                                   |                                         |
| 1992 | Barcelona      | USA Randy Snow          | NED Monique van den Bosch    | USA Brad Parks USA Randy Snow                | NED Monique van den Bosch NED Chantal Vandierendonck |                                                   |                                         |
| 1992 | Barcelona      | GER Kai Schramayer      | NED Chantal Vandierendonck   | FRA Thierry Caillier FRA Laurent Giammartini | USA Nancy Olson USA Lynn Seidemann                   |                                                   |                                         |
| 1992 | Barcelona      | FRA Laurent Giammartini | GER Regina Isecke            | GER Stefan Bitterauf GER Kai Schramayer      | FRA Oristelle Marx FRA Arlette Racineux              |                                                   |                                         |

## Estatísticas

### Medalhas por país
| Ordem | País               | Medalha de ouro | Medalha de prata | Medalha de bronze |    |
| ----- | ------------------ | --------------- | ---------------- | ----------------- | -- |
| 1     | NED Países Baixos  | 17              | 11               | 8                 | 36 |
| 2     | USA Estados Unidos | 6               | 7                | 4                 | 17 |
| 3     | GBR Grã-Bretanha   | 3               | 5                | 4                 | 12 |
| 4     | AUS Austrália      | 3               | 4                | 3                 | 10 |
| 5     | JPN Japão          | 3               |                  | 3                 | 6  |
| 6     | FRA França         | 2               | 4                | 7                 | 13 |
| 7     | SWE Suécia         | 1               | 2                |                   | 3  |
| 8     | ISR Israel         | 1               | 1                | 1                 | 3  |
| 9     | GER Alemanha       |                 | 1                | 4                 | 5  |
| 10    | THA Tailândia      |                 | 1                |                   | 1  |
| 11    | BEL Bélgica        |                 |                  | 1                 | 1  |
|       | SUI Suíça          |                 |                  | 1                 | 1  |

### Múltiplos medalhistas
| Ordem | País                              |   |   |   |   |
| ----- | --------------------------------- | - | - | - | - |
| 1     | NED Esther Vergeer                | 7 | 1 | 0 | 8 |
| 2     | USA David Wagner                  | 3 | 3 | 2 | 8 |
| 3     | AUS David Hall                    | 1 | 3 | 2 | 6 |
| 4     | USA Nicholas Taylor               | 3 | 1 | 1 | 5 |
| 5     | JPN Shingo Kunieda                | 3 | 0 | 2 | 5 |
| 6     | NED Jiske Griffioen               | 2 | 2 | 1 | 5 |
|       | GBR Peter Norfolk                 | 2 | 2 | 1 | 5 |
| 8     | NED Monique Kalkman-van den Bosch | 3 | 1 | 0 | 4 |
| 9     | NED Maaike Smit                   | 3 | 0 | 1 | 4 |
| 10    | FRA Stéphane Houdet               | 2 | 1 | 1 | 4 |
|       | NED Chantal Vandierendonck        | 2 | 1 | 1 | 4 |
| 12    | NED Aniek van Koot                | 1 | 3 | 0 | 4 |
| 13    | FRA Michaël Jeremiasz             | 1 | 1 | 2 | 4 |
| 14    | NED Robin Ammerlaan               | 2 | 1 | 0 | 3 |
| 15    | NED Ricky Molier                  | 2 | 0 | 1 | 3 |
| 16    | USA Stephen Welch                 | 1 | 1 | 1 | 3 |
| 17    | JPN Satoshi Saida                 | 1 | 0 | 2 | 3 |
| 18    | GBR Andrew Lapthorne              | 0 | 2 | 1 | 3 |
| 19    | GER Kai Schramayer                | 0 | 1 | 2 | 3 |
| 20    | FRA Arlette Racineux              | 0 | 0 | 3 | 3 |
| 21    | AUS Dylan Alcott                  | 2 | 0 | 0 | 2 |
|       | USA Randy Snow                    | 2 | 0 | 0 | 2 |
| 23    | NED Marjolein Buis                | 1 | 1 | 0 | 2 |
|       | NED Korie Homan                   | 1 | 1 | 0 | 2 |
|       | SWE Stefan Olsson                 | 1 | 1 | 0 | 2 |
|       | FRA Nicolas Peifer                | 1 | 1 | 0 | 2 |
|       | GBR Gordon Reid                   | 1 | 1 | 0 | 2 |
|       | SWE Peter Vikström                | 1 | 1 | 0 | 2 |
|       | NED Sharon Walraven               | 1 | 1 | 0 | 2 |
| 30    | ISR Noam Gershony                 | 1 | 0 | 1 | 2 |
| 31    | GBR Alfie Hewett                  | 0 | 2 | 0 | 2 |
|       | USA Nancy Olson                   | 0 | 2 | 0 | 2 |
| 33    | AUS Daniela Di Toro               | 0 | 1 | 1 | 2 |
|       | FRA Laurent Giammartini           | 0 | 1 | 1 | 2 |
|       | ISR Shraga Weinberg               | 0 | 1 | 1 | 2 |
| 36    | FRA Florence Alix-Gravellier      | 0 | 0 | 2 | 2 |
|       | GBR Jamie Burdekin                | 0 | 0 | 2 | 2 |
|       | FRA Oristelle Marx                | 0 | 0 | 2 | 2 |
|       | GBR Lucy Shuker                   | 0 | 0 | 2 | 2 |
|       | NED Bas van Erp                   | 0 | 0 | 2 | 2 |
|       | GBR Jordanne Whiley               | 0 | 0 | 2 | 2 |